# Eurovision Young Musicians 1988
Het Eurovision Young Musicians 1988 was de vierde editie van het muziekfestival en vond plaats op 31 mei 1988 in het Concertgebouw in Amsterdam. 

## Deelnemende landen
Zestien landen wilden deelnemen aan het festival, maar slechts zes landen mochten naar de finale.

## Jury
/ Roberto Benzi
 Marco Riaskoff
 Pascal Rogé
 Anette Faaborg
 Herman Krebbers
 William Pleeth
 Sören Hermansson
 Osmo Vänskä
 Elmar Weingarten

## Overzicht

### Finale
| Plaats | Land                | Muzikant          | Instrument |
| ------ | ------------------- | ----------------- | ---------- |
| 1      | Oostenrijk          | Julian Rachlin    | Viool      |
| 2      | Noorwegen           | Leif Ove Andsnes  | Piano      |
| 3      | Italië              | Domenico Nordio   | Viool      |
| -      | Finland             | Jan Söderblom     | Viool      |
| -      | Verenigd Koninkrijk | David Pyatt       | Hoorn      |
| -      | West-Duitsland      | Nikolai Schneider | Cello      |

### Halve finale
| Land                | Artiest             | Instrument | Resultaat      |
| ------------------- | ------------------- | ---------- | -------------- |
| België              | Eliane Reyes        | Piano      | uit            |
| Cyprus              | Plotinos Mikromatis | Piano      | uit            |
| Denemarken          | Nikolaj Znaider     | Viool      | uit            |
| Finland             | Jan Söderblom       | Viool      | gekwalificeerd |
| Frankrijk           | Henri Demarquette   | Cello      | uit            |
| Ierland             | Dearbha Collins     | Piano      | uit            |
| Italië              | Domenico Nordio     | Viool      | gekwalificeerd |
| Joegoslavië         | Violeta Smailovic   | Viool      | uit            |
| Nederland           | Wibi Soerjadi       | Piano      | uit            |
| Noorwegen           | Leif Ove Andsnes    | Piano      | gekwalificeerd |
| Oostenrijk          | Julian Rachlin      | Viool      | gekwalificeerd |
| Spanje              | José Ramon Mendez   | Piano      | uit            |
| Verenigd Koninkrijk | David Pyatt         | Hoorn      | gekwalificeerd |
| West-Duitsland      | Nikolai Schneider   | Cello      | gekwalificeerd |
| Zweden              | Henrik Peterson     | Viool      | uit            |
| Zwitserland         | David Riniker       | Cello      | uit            |

## Wijzigingen

Deelnemende landen
Landen die zich niet voor de finale kwalificeerden
Landen die in het verleden deelgenomen hebben, maar dit jaar afwezig zijn

### Debuterende landen
- Cyprus
- Spanje

### Terugtrekkende landen
- Israël

## Trivia
- Jurylid Anette Faaborg was de presentatrice van het vorige festival.

1982 · 1984 · 1986 · 1988 · 1990 · 1992 · 1994 · 1996 · 1998 · 2000 · 2002 · 2004 · 2006 · 2008 · 2010 · 2012 · 2014 · 2016 · 2018 · 2022 · 2024
Zie ook: Eurovisiedansfestival · Eurovisiesongfestival · Junior Eurovisiesongfestival · Eurovision Young Dancers · Eurovision Choir